# Karaage
Karaage (jap. 唐揚(げ), Kana からあげ ‚chinesisches Frittieren, fremdländisches Frittieren‘) gehört zu den frittierten Gerichten (Agemono, 揚げ物, Kana あげもの ‚Frittiertes‘) der japanischen Küche, neben Suage und Tempura (Tenpura). Karaage ist ein einfaches japanisches Gericht, das meist aus frittiertem Hühnchenfleisch (鶏の唐揚げ, Niwatori no Karaage) oder auch Gemüse, Meeresfrüchten, Schweinefleisch oder Rindfleisch mit süßer Sojasauce besteht.
Kleine Stückchen Fleisch werden u. a. in Sojasauce, Sake, Ingwer oder Knoblauch mariniert, mit Kartoffelstärke, Mehl oder Panko (grobes japanisches Paniermehl) bedeckt und anschließend in heißem Öl frittiert. Zum Würzen reichen gewöhnliche Würzmittel aus der Küche, jedoch nutzt man heutzutage gern auch industriell vorgemischtes Würzpulver für Karaage. Das fertige Gericht wird häufig mit einer Scheibe Limette oder Mayonnaise garniert. Meistens wird außerdem Salatgemüse oder Kohlgemüse in dünne Streifen geschnitten und als Beilage mit Mayonnaise zusammen serviert.
Die einfache Speise Karaage ist in Japan eine beliebte Hausmannskost, die sowohl in Gaststätten als Hauptgericht bzw. Beilage wie auch in Bentō-Boxen zum Außerhausverzehr zu finden ist. Daneben gibt es Karaage bzw. Fried Chicken (フライドチキン furaido·chikin) als Snack auch in Imbissstuben, warm in Verkaufsautomaten und auf Ständen bei traditionellen Matsuri-Festen. Beim bekannten Karaage-Matsuri-Fest der Stadt Ōita bieten beispielsweise jährlich über 60 Verkaufsstände den Besuchern verschiedene Variationen dieser Speise an.

## Bezeichnungen
Neben der Bezeichnung Karaage für Gerichte aus marinierten frittierten Speisen gibt es auch die Bezeichnung Tatsutaage (竜田揚げ, Kana たつたあげ) aus dem Osten von Osaka, das technisch aus denselben Zutaten besteht. Der Name Tatsutaage stammt ursprünglich von einem lokalen Fluss namens Tastutagawa (竜田川) nahe Ikoma, der bekannt für dessen farbenfrohes herbstliches Laubwerk am Ufer ist. Die Färbung von fertig zubereitetem frittierten Hühnchen-Karaage und das Herbstlaubwerk am Flussufer haben dieselbe Farbe und so soll die Bezeichnung des Gerichts Tatsutaage entstanden sein.

## Vergleich

### Suage und Tempura
In der japanischen Küche sind Suage (素揚げ, Kana すあげ ‚Frittiertes ohne Zusatz‘) frittierte Speisen, bei denen Lebensmittel ohne Panade – wie beispielsweise Paniermehl, Weizenmehl, Eier oder sonstiges als Teigmantel zur Umhüllung – frittiert werden. Meist sind es Süßwasserfische bzw. Gemüse wie Aubergine, Paprika o. Ä.
Bei Tempura bzw. Tenpura (天ぷら, Kana てんぷら tenpura) hingegen werden die Speisen mit einer leichten Umhüllung aus einem Teigmantel aus feineren Weizenmehl oder industriellem Tempuramehl und Eiweiß frittiert. Der Teigmantel beim Tempura ist dadurch meist heller, während beim Karaage die Umhüllung aus Panade etwas gröber und dunkler ist. Beim Karaage findet eine Würzung meist durch das Marinieren schon vorher statt, hingegen wird der Geschmack der Speisen bei Tempura „naturbelassen“ ausgebacken.

## Galerie

Hühnchen-Karaage – 鶏の唐揚げ
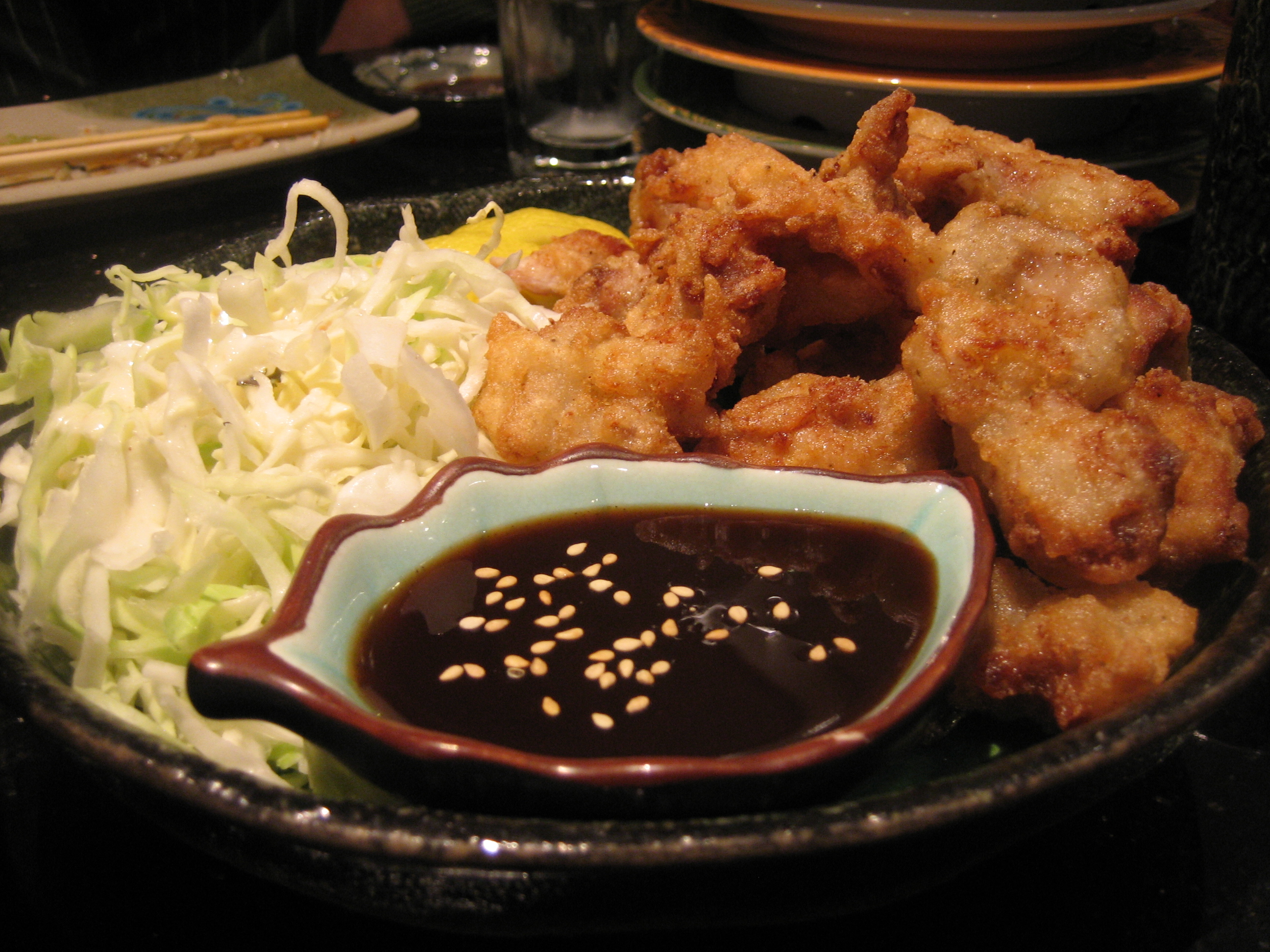
Hühnchen-Karaage[Anm. 8] – 鶏の唐揚げ, 2007
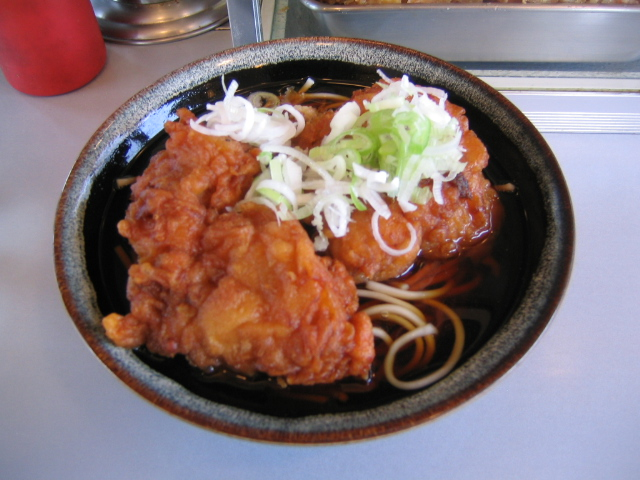
Karaage-Soba – そばの唐揚げ, 2007
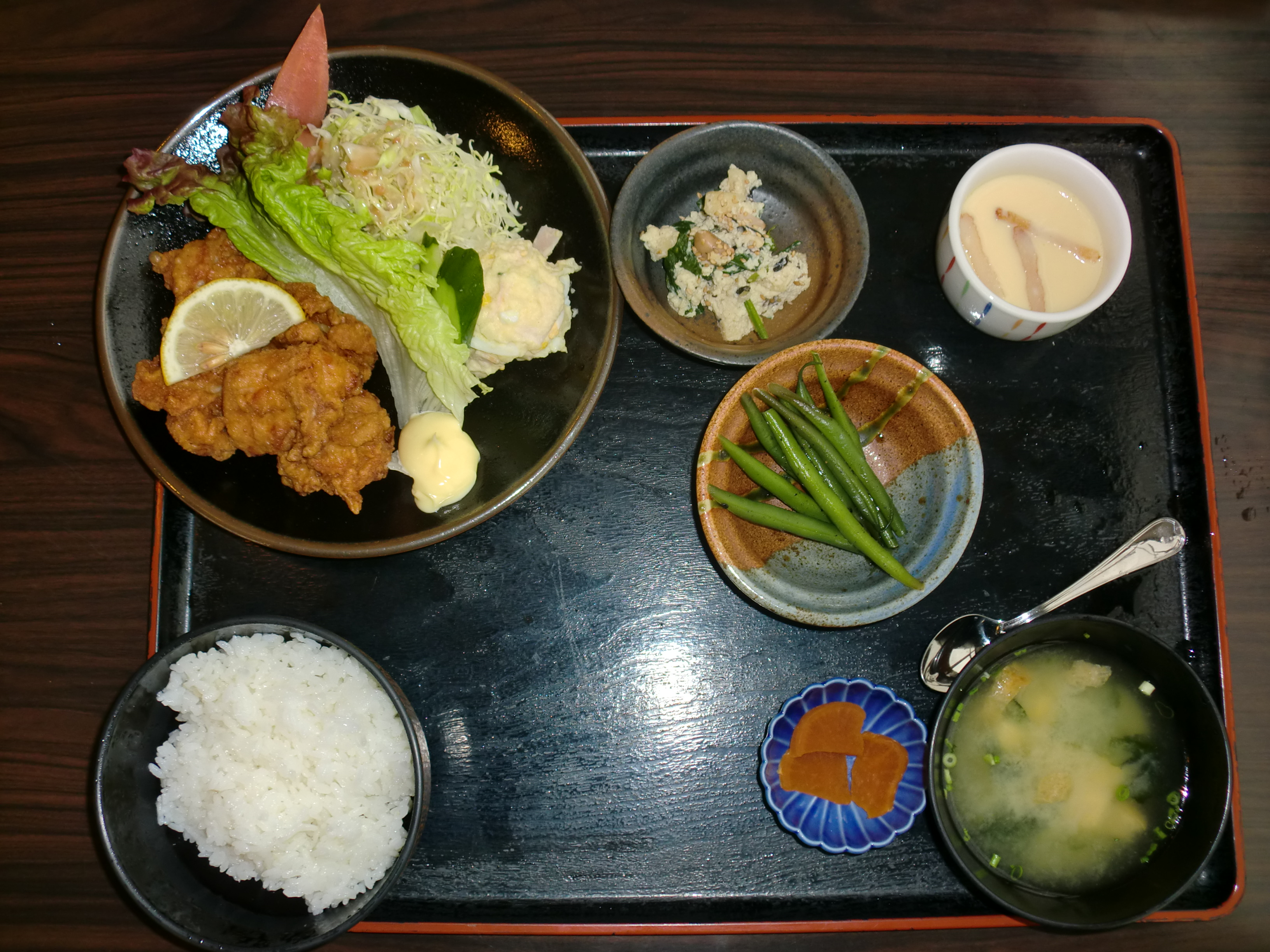
Karaage-Menü – からあげ定食, 2012
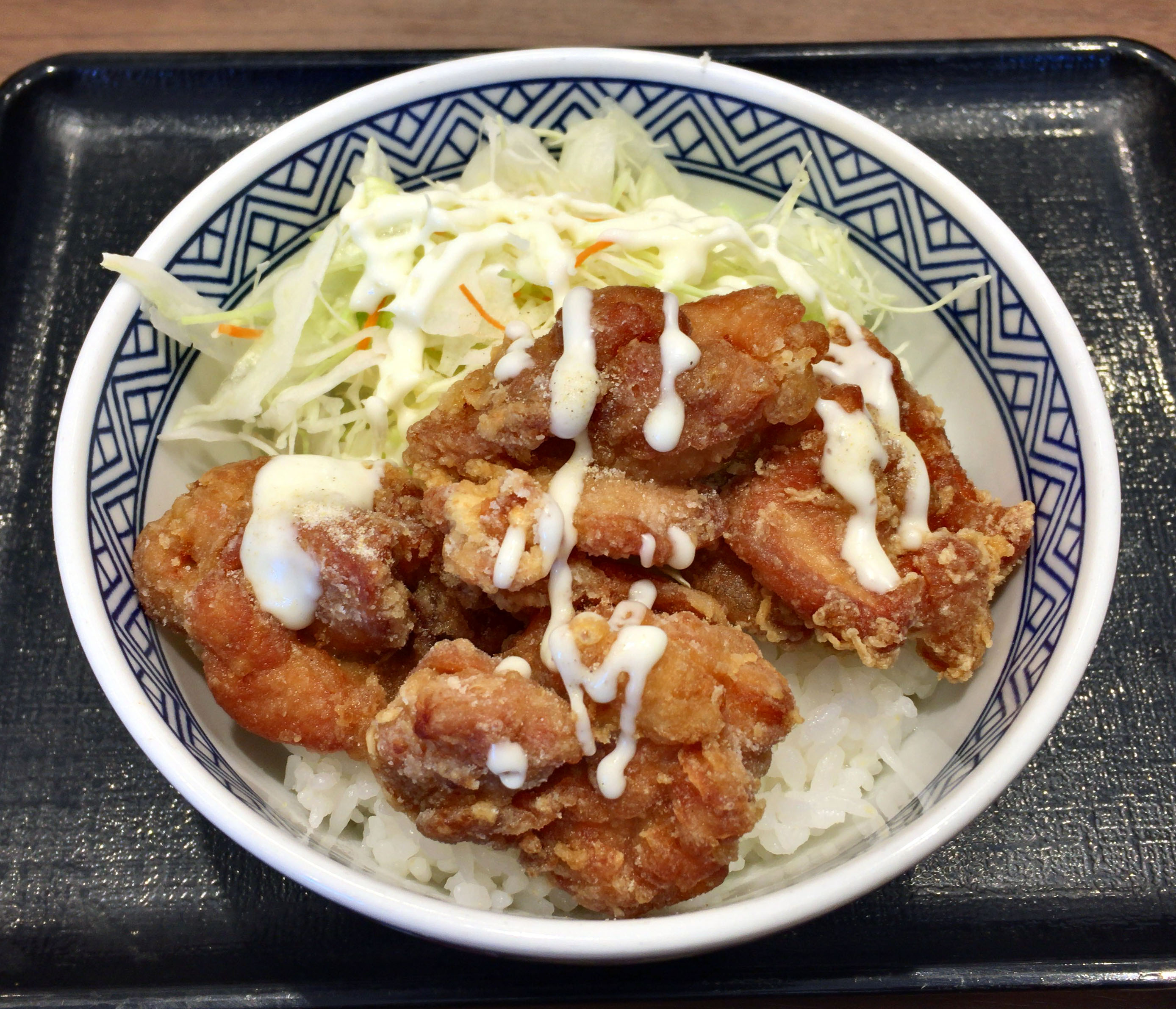
Karaage-don – 唐揚げ丼, 2019
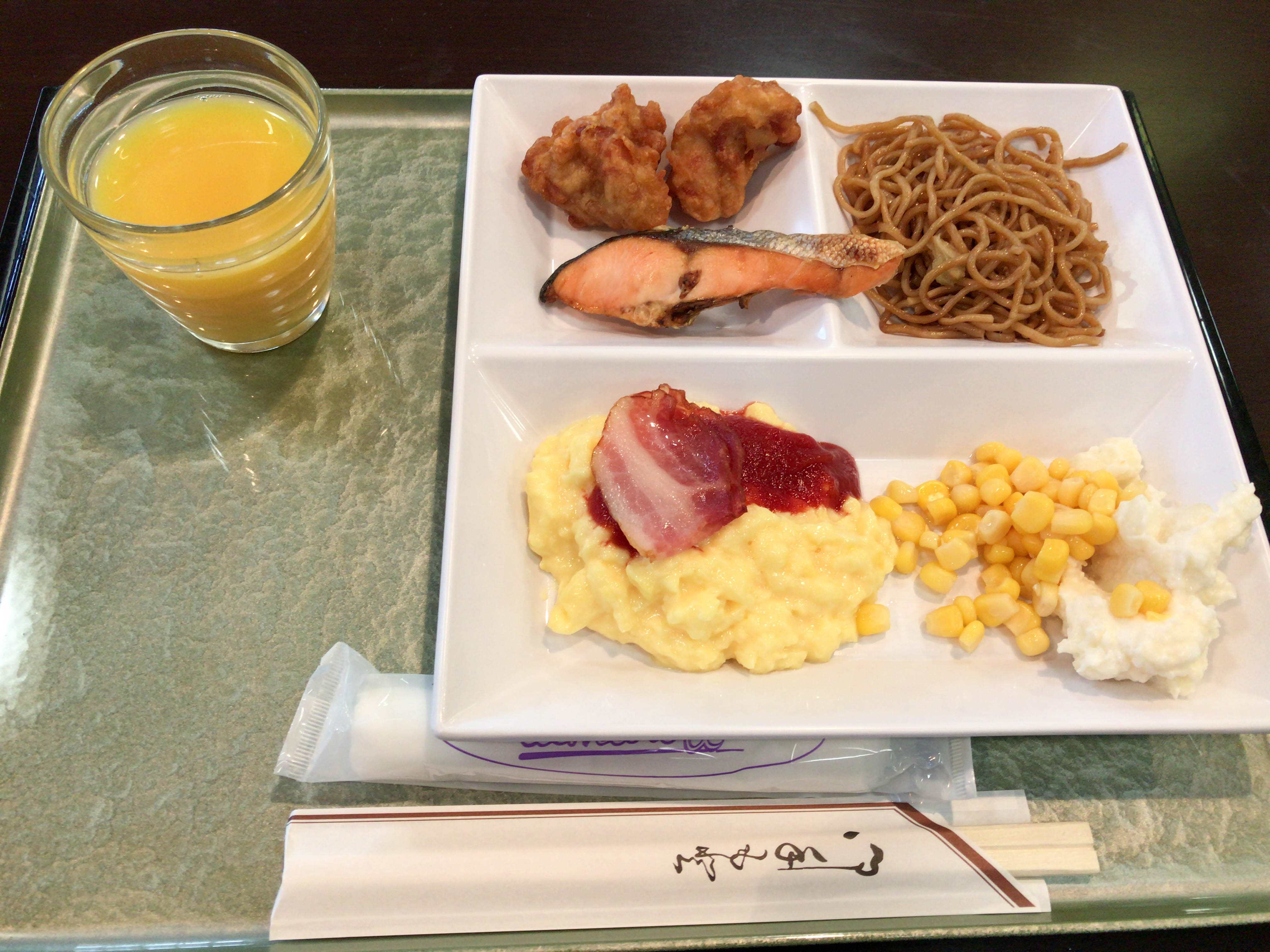
Karaage-Yakisoba – やきそば唐揚げ, 2016
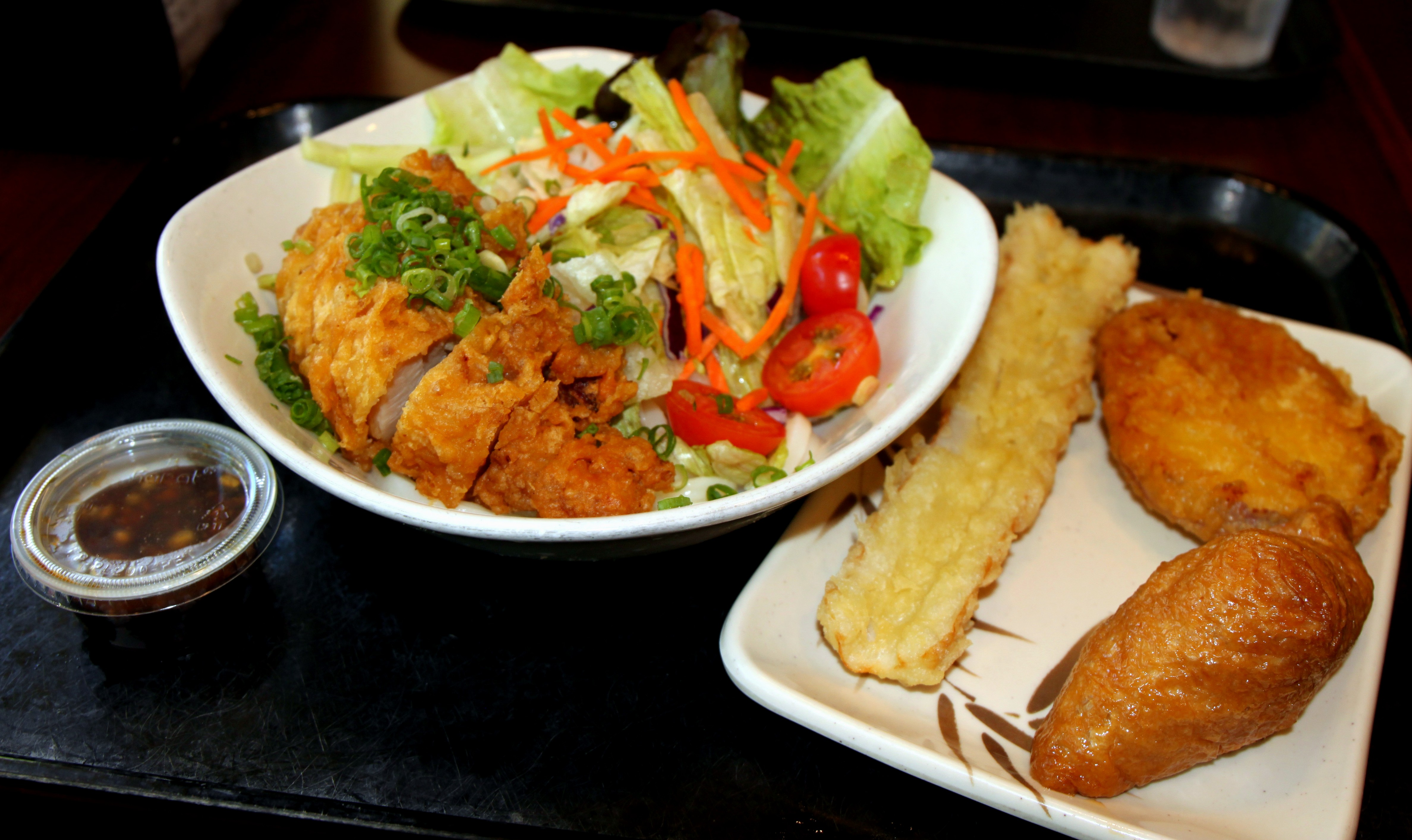
Karaage-Udon-Salat – 唐揚げサラダうどん (links), 2014
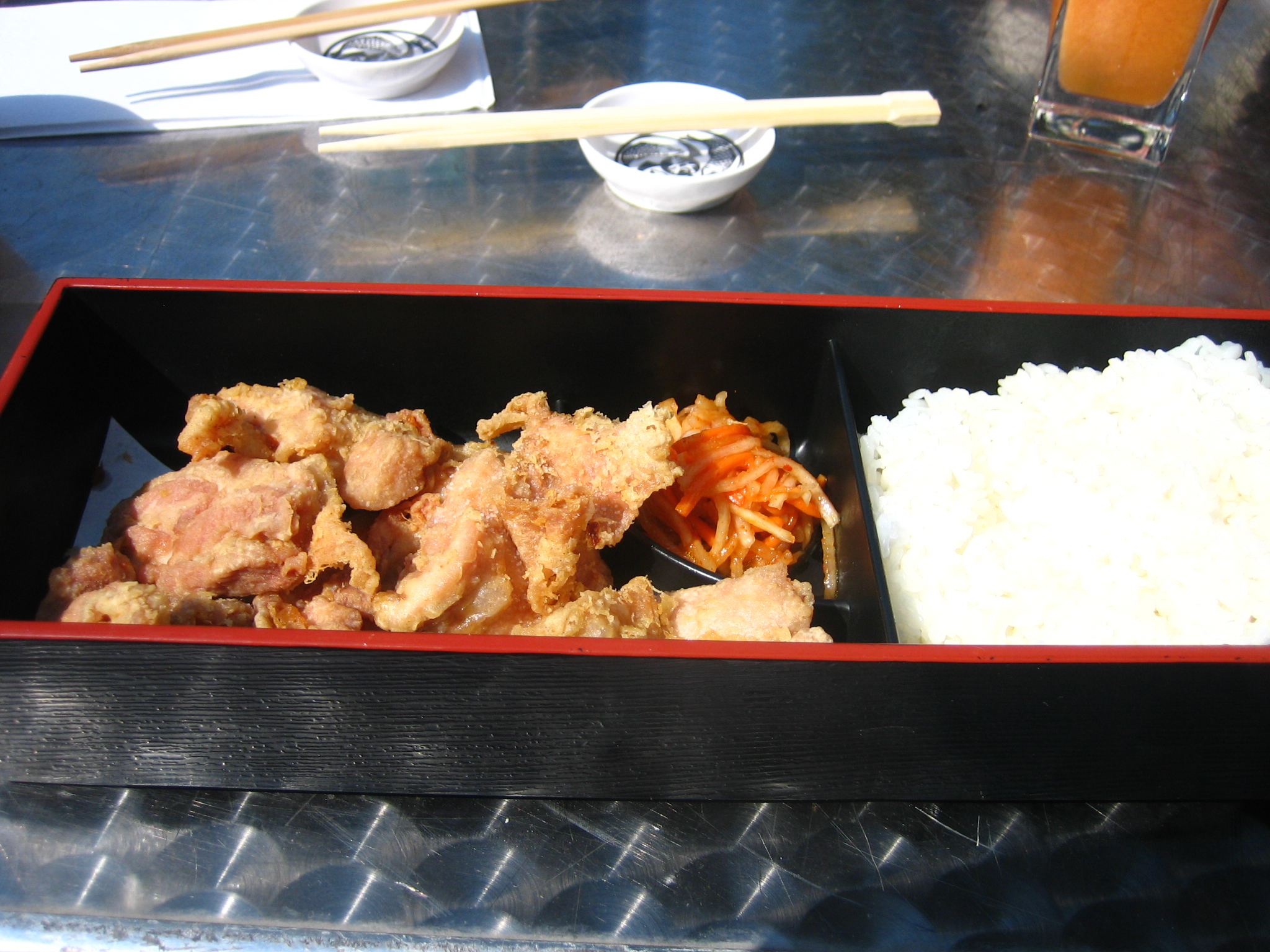
Bento mit Hühnchen-Karaage, 2007
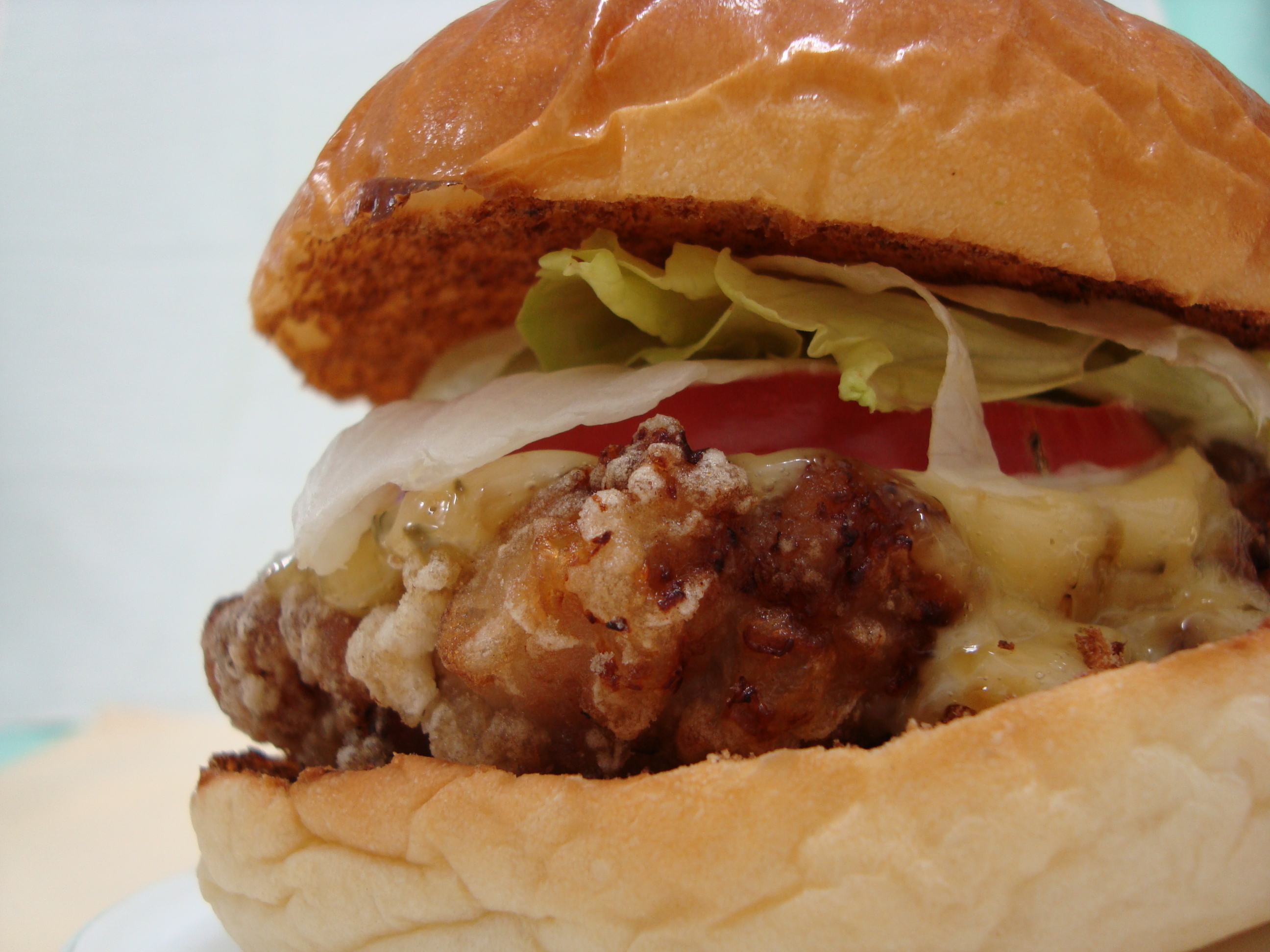
„Burger“[Anm. 9][22] mit Hühnchen-Karaage, 2008